# Annals of Allergy, Asthma & Immunology
Annals of Allergy, Asthma & Immunology, abgekürzt Ann. Allergy Asthma Immunol., ist eine wissenschaftliche Fachzeitschrift, die vom Elsevier-Verlag veröffentlicht wird. Sie erscheint monatlich. Es werden Arbeiten aus den Bereichen der Allergie und Immunologie veröffentlicht.
Der Impact Factor lag im Jahr 2014 bei 2,599. Nach der Statistik des ISI Web of Knowledge wird das Journal mit diesem Impact Factor in der Kategorie Allergie an elfter Stelle von 24 Zeitschriften und in der Kategorie Immunologie an 81. Stelle von 148 Zeitschriften geführt.